# 세르비아 크라이나 공화국군
세르비아 크라이나 공화국군(세르비아어: Srpska vojska Krajine)은 세르비아 크라이나 공화국의 군대로, 크라이나 세르비아군 또는 크라이나의 세르비아군으로도 알려졌다. 세르비아 크라이나군은 육군과 공군 부대로 구성되어 있었다. 유고슬라비아 인민군의 부대 중 하나였던 스릅스카 크라이나 공화국 방위군의 여러 예하 부대를 통합한 뒤, 1992년 3월 19일 세르비아 크라이나군이 정식으로 창설되었다. 세르비아 크라이나 공화국의 영토를 방위하는 것이 주요 임무였으며, 해안보다는 내륙에 배치되어 해군은 존재하지 않았다. 1995년 폭풍 작전 이후 세르비아 크라이나군은 해체되었다.

## 같이 보기
- 스릅스카 공화국군